# 익반죽

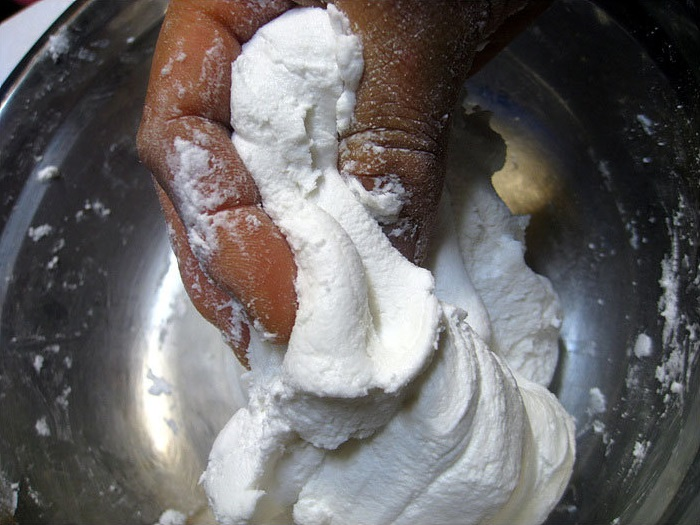
쌀가루 익반죽

익반죽(문화어: 온반죽, 더운반죽)은 곡물의 가루를 뜨거운 물로  반죽하는 것을 말한다.

## 같이 보기
- 떡